# Русселе, Жиль
Русселе, Жиль (фр. Gilles Rousselet, 1610—1686) — французский гравёр.
Был в приятельских отношениях с известным Ш. Лебреном, поддержка которого много помогала ему в работах. В 1663 г. избран в члены Парижской академии художеств и в 1665 г. сделан её советником. Под конец своей жизни ослеп.
Гравировал с картин итальянских мастеров, в особенности же с произведений Лебрена. В своих эстампах приближается к манере Блумарта, но движение резца у него шире и разнообразнее, чем у этого художника.
Наиболее известные в ряду его гравюр — «Положение во гроб», с Тициана, четыре эпизода из легенды о Геркулесе (« Битва с Ахелоем», «Похищение Дейаниры кентавром Нессом», «Убийство Лернейской гидры» и «Самосожжение Геркулеса»), с Р. Рени, «Моисей, найденный дочерью фараона», с Н. Пуссена, и заглавный лист к многоязычному изданию Библии, с изображением апофеоза кардинала Мазарини.